# Mitzitón
Mitzitón är en ort i Mexiko.   Den ligger i kommunen San Cristobal De Casas och delstaten Chiapas, i den sydöstra delen av landet, 800 km öster om huvudstaden Mexico City. Mitzitón ligger 2 381 meter över havet och antalet invånare är 1 293.
Terrängen runt Mitzitón är kuperad åt nordost, men åt sydväst är den bergig. Runt Mitzitón är det ganska tätbefolkat, med 104 invånare per kvadratkilometer. Närmaste större samhälle är San Cristóbal de las Casas, 14,1 km nordväst om Mitzitón. I omgivningarna runt Mitzitón växer huvudsakligen savannskog.